# Iqbal Stadium
Das Iqbal Stadium ist ein Cricket-Stadion in Faisalabad, Pakistan.

## Kapazität & Infrastruktur
Das Stadion hat eine Kapazität von 18.000 Plätzen und ist seit 2006 mit einer Flutlichtanlage ausgestattet. Die beiden Wicketenden sind das Pavilion End und das Golf Course End.

## Internationales Cricket
Das erste Test-Match in diesem Stadion fand im Oktober 1978 zwischen Pakistan und Indien statt. Seitdem war es Spielstätte zahlreicher internationaler Begegnungen. Das erste One-Day International im Iqbal Stadion wurde im November 1984 zwischen Pakistan und Neuseeland ausgetragen. Beim Cricket World Cup 1987 wurde in dem Stadion ein Vorrundenspiel, beim Cricket World Cup 1996 zwei Vorrundenspiele und ein Viertelfinale hier ausgetragen. Das Stadion ist bekannt für das Spiel beeinträchtigende Wettereinflüsse. So musste in der Saison 1998/1999 gegen Simbabwe ein Test auf Grund von anhaltenden Regenfällen abgesagt werden, und auch sonst waren schlechte Lichtverhältnisse häufig Grund für Spielunterbrechungen. Bei der Tour Englands 1987/88 kam es in dem Stadion zu einem Eklat, nachdem der Umpire Shakoor Rana den englischen Kapitän Mike Gatting des Betruges bezichtigte und erst nach Eingriff des britischen Außenministeriums das Spiel mit einem Tag Verspätung fortgesetzt werden konnte. Seit dem Angriff auf das Cricketteam Sri Lankas in Lahore 2009 wurden hier keine weiteren internationalen Spiele ausgetragen.